# NGC 1345

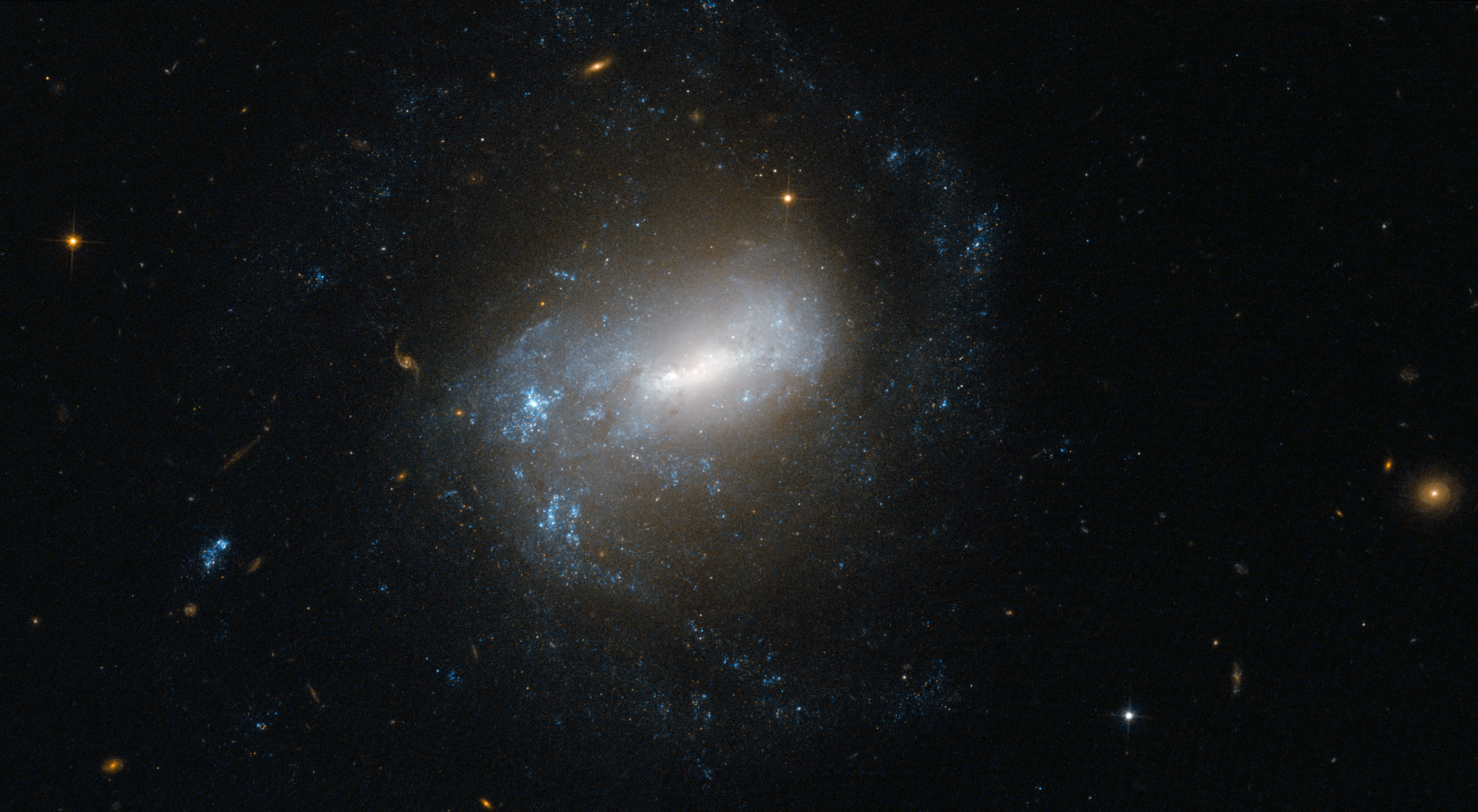
NGC 1345 par le télescope spatial Hubble.

NGC 1345 est une galaxie spirale barrée située dans la constellation de l'Éridan. NGC 1345 a été découverte par l'astronome britannique John Herschel en 1835.

## Caractéristiques
La classe de luminosité de NGC 1345 est III et elle présente une large raie HI. Elle renferme également des régions d'hydrogène ionisé.
En raison d'une brillance de surface égale à 14,34 mag/am2, on peut qualifier NGC 1345 de galaxie à faible brillance de surface (LSB en anglais pour low surface brightness). Les galaxies LSB sont des galaxies diffuses (D) avec une brillance de surface inférieure de moins d'une magnitude à celle du ciel nocturne ambiant.

### Distance
Sa vitesse par rapport au fond diffus cosmologique est de  1 391 ± 11 km/s, ce qui correspond à une distance de Hubble de 20,5 ± 1,5 Mpc (∼66,9 millions d'al).
À ce jour, une mesure non basée sur le décalage vers le rouge (redshift) donne une distance d'environ 18,100 Mpc (∼59 millions d'al). Cette valeur est tout juste à l'extérieur des valeurs de la distance de Hubble. 

## Amas de l'Éridan
NGC 1345 est une galaxie de l'amas de l'Éridan.